# Ą
Ą (gemenform: ą) är den latinska bokstaven A med det diakritiska tecknet svans under. Ą finns i många alfabeten, bland annat de kasjubiska, muskogeanska, polska och älvdalska.
I älvdalskan för den en nasal vokal på /a/ eller /å/ (nasalt a, nasalt å).